# Xiphocentron julus
Xiphocentron julus là một loài Trichoptera trong họ Xiphocentronidae. Chúng phân bố ở vùng Tân nhiệt đới.